# Jean-Baptiste Dumangin
Jean Baptiste Eugénie Dumangin ou Du Mangin, né le 7 mars 1744 à Château-Thierry et mort le 28 mars 1826 à Saint-Prix (Val-d'Oise),, est un médecin hygiéniste français.

## Famille
Jean Baptiste Eugénie Dumangin est le fils de Jean [Baptiste] Dumangin ou Du Mangin né à Cormicy en Champagne (1710-1769), et de Jeanne Eugénie de La Haye de la Gonnière, née à Conches en Normandie (1720-1796). Ses parents se marient le 9 juin 1739 à Évreux.
Chanoine de Notre dame des Vignes à Soissons, en 1723, il quitte les ordres en 1729, pour devenir receveur des Aides à Pont-Sainte-Maxence en 1732, Crépy-en-Valois en 1735, Château-Thierry en 1739, et directeur des Aides à Crépy-en-Valois en 1740, Château-Thierry en 1742, il termine sa carrière comme directeur des Aides de la Généralité d'Amiens en 1758.
Jean-Baptiste a deux sœurs :
- Marie Anne Jeanne Eugénie Du Mangin, (1740-1803)[7] qui se marie le 13 août 1760 à Clamart avec Jean Charles Mollière de Thugny de La Boullaye, receveur des Entrées à la barrière de Sèvres à Paris ;
- Catherine Valentine Du Mangin, née en 1743, qui se marie avec Jean Baptiste Miot, directeur de la Formule de Paris[8],[2] et un frère, Louis Nicolas Du Mangin né en 1745[9],[10],[11].

Jean-Baptiste a comme grands-parents paternels, Nicolas du Mangin, sieur de Tugny, (1682-1759), lieutenant des chevau-légers de la garde du roi, receveur au grenier à sel et capitaine en chef de l’arquebuse de Cormicy en Champagne et Marie Louise Bertin du Rocheret  née à Épernay en Champagne (1688-1772). Elle est la fille de Marie Lallement (1665-1721) et d’Adam Bertin du Rocheret (1663-1736). Son arrière-grand père fonde dans la ville d'Épernay une importante maison de commerce, il expédie les vins de Champagne dans toute la France, en Russie, en Hollande, en Angleterre et jusqu’à « la Mérique ». Marie Louise est la sœur de Valentin-Philippe Bertin du Rocheret, dit le Président Rocheret, de l’élection d’Épernay, (1693-1762). Ami de Voltaire, peut-être le premier franc-maçon de Champagne. Sa famille paternelle est liée à celle de Saint Jean-Baptiste de La Salle (1651-1719), le fondateur de l'institut des Frères des Écoles chrétiennes.
Jean-Baptiste a comme grands-parents maternels, Gilles de La Haye de la Gosnière (1685-1760), receveur des aides et gabelles de Lyons-la-Forêt et d’Évreux, il épouse à la Roche-Guyon en 1715 Eugénie Le Grand née en 1690. Il a comme aïeul Marin de La Haye (père), né en 1614, fermier du prince de la Roche-Guyon.
La famille maternelle de Jean-Baptiste Dumangin possède en son sein, une importante lignée de financiers catholiques au service de la Monarchie française qui se trouve très présente dans la compagnie de la Ferme générale au XVIIIe siècle. Marin de La Haye (père) et ses descendants favorisent les mariages de convenance, cette stratégie leur permet de constituer un important réseau d'alliances avec les familles de fermiers généraux. Six familles de financiers sont liées : Bouret, Bergeret, Le Bas, Pignon, Cuisy, de La Haye et Prévost d'Arlincourt.
Le fermier général Marin de La Haye (petit-fils) (1684-1753), propriétaire de l'Hôtel Lambert est le protecteur du fermier général Philippe Cuisy (1691-1779) qui a épousé sa cousine, Marie-Élisabeth Legrand (1695-1768). Philippe Cuisy est le protecteur du fermier général Charles-Adrien Prévost d'Arlincourt (1718-1794) qui a épousé sa nièce, Marguerite de la Haye de la Gonnière, sœur de Jeanne Eugénie, la mère du docteur Dumangin.
Il est à noter que l'efficacité des financiers français était bien connue, et c'est à un des membres de la famille, Marc Antoine André de La Haye de Launay (1722-1808) que le roi Frédéric II de Prusse (1712-1786) a confié la réorganisation des impôts indirects dans son pays.
Jean-Baptiste du Mangin a trois épouses et deux amantes. Il épouse en premières noces Marie C. Brou entre 1769 et 1777.
Il épouse en secondes noces le 1er septembre 1778, Anne Catherine Calixte des Essartz (1762-1788), fille du docteur Jean-Charles Desessartz ou des Essartz (1729-1811) et de Claire Gabrielle Delacroix née en 1721. Ils ont une fille, Eugénie Dumangin (1779-1806), elle épouse en 1797 Antoine Collin (1769-1831), avocat. Le docteur Desessartz rédige en 1760, un Traité sur l'éducation corporelle des enfants en bas âge, qui sert à Jean-Jacques Rousseau dans la composition de son Emile. Il fait un remarquable Discours sur les inhumations précipitées et il est le créateur du célèbre sirop de Desessartz.
Son arrière-arrière petit-fils du second lit, Eugène Joseph Lucien Double, dit le baron Double (1846-1895) est un bibliophile et bibliographe qui habite le château des Vendôme à Saint-Prix (Val-d'Oise), propriété héritée du docteur Dumangin.
Veuf, Jean-Baptiste Dumangin fréquente les lieux de plaisirs parisiens, il se lie avec une ancienne danseuse de l'Opéra qu'il entretient, Suzanne Dorothée Rihm (1741-1810). Jeune, sa beauté et ses charmes n'ont pas laissés Louis XV indifférents. Jean-Baptiste a une fille avec Charlotte Geneviève Langlois, née le 21 février 1792 et prénommée Charlotte. Mise en nourrice, Charlotte décède âgée de trois mois.
Il épouse en troisièmes noces le 27 janvier 1809, Anne de Coste de la Calprenède (1787-1842), portraitiste de talent, formée par le peintre d'histoire Louis-André-Gabriel Bouchet (1759-1842) qui est le témoin de son mariage avec le poète libertin Simon-Pierre Mérard de Saint-Just (1747-1812). Les témoins du docteur Dumangin sont Jean-Baptiste Dumouchel (1748-1820), Chef de division dans les Bureaux de l'Université impérial et Pierre Joseph Monthuy 51 ans, cultivateur à Saint-Prix. Anne de Coste de la Calprenède est la fille d'Adélaïde Marguerite Desmart (1766-1850), jeune musicienne de la musique du Roi puis tenancière de tripots et du chevalier Jean Baptiste de Coste de la Calprenède (1738-1826), non mariés, militaire, capitaine au régiment de Normandie Infanterie en 1761 et commandant des Chasseurs à Cambrai en 1774, directeur de 1787 à juillet 1793 avec le vicomte Esprit Boniface de Castellane (1763-1838), un autre militaire, un ami intime du duc Louis-Philippe d'Orléans (1747-1793), d'une maison de jeu dans la Galerie de Valois au Palais-Royal, au no 154, le Club Polonais dit aussi le Club des Deux-billards. Anne de Coste de la Calprenède est de la famille du romancier Gautier de Costes de La Calprenède qu'un proverbe a rendu populaire : « fier comme Artaban ». Ils ont trois enfants, Théophile Jean Dumangin (1810-1871), Valentine Jeanne Dumangin (1811-1816) et Henry Dumangin (1817-1894).
À la mort de Jean-Baptiste Eugénie Dumangin survenue le 26 mars 1826, ses deux fils du troisième lit, Théophile et Henry ont 16 ans et 9 ans. Leur tuteur est Jean François Asseline (1767-1832), sous-Chef au bureau de la Guerre, dont la famille est au service de la maison d'Orléans durant plusieurs générations. À sa mort le 19 avril 1832, son fils Adolphe Asseline (1806-1891), secrétaire du duc d'Orléans (1810-1842) et de la  duchesse d'Orléans (1814-1858), devient le protecteur des deux fils du docteur Dumangin.
Théophile Dumangin est reçu en 1830 à École polytechnique. Il effectue le Grand Tour, un voyage en Belgique où il est témoin du Siège de la citadelle d'Anvers en novembre et décembre 1832. Au début de l'année 1833, il voyage en Algérie ; de mai à septembre 1833, il entreprend avec son ami Charles Jubin (1809-1845), un voyage dans les Îles Britanniques. Il  fait un séjour en 1834 à l'Institution royale agronomique de Grignon. Il est fermier, géomètre et architecte dans le département de la Nièvre, demeurant à Pouilly-sur-Loire (1835-1837), propriétaire demeurant à Vieux-Moulin dans la commune de Vielmanay (1836-1840) associé avec Félix Jubin (1815-1856), puis à Artonne (1840-1851) et à Fernigot (1852-1856) dans la commune de Narcy dont il est le Maire en 1848. Il est candidat républicain malheureux aux Élections législatives de 1848, comme Représentant du Peuple, des cantons de La Charité et de Pouilly-sur-Loire. Sur les onze enfants qu'il a eus avec Rose Pauline Linglay dénommée Laignelet (1818-1899), trois enfants meurent en 1849. Il ne réussit pas à rentabiliser son exploitation, il part en 1856 avec sa famille pour l'Italie dans les États pontificaux, où il est nommé par la Banque Rothschild, et la société Pio Latina, Ingénieur d'exploitation de la ligne de chemin de fer, de Rome à la frontière napolitaine. La guerre d'indépendance Italienne, l'oblige à quitter le pays en 1861, il rejoint Madrid où il est nommé en 1862, Directeur en chef de l'exploitation du chemin de fer Ciudad Real à Badajoz, ligne qui doit relier Madrid à Lisbonne. En 1868, le coup d'État du général Juan Prim bouleverse les alliances politiques et entraîne le départ des ingénieurs français : Joseph Ducros (1811-1892), futur préfet de la Loire en 1871 et du Rhône en 1873 (Le plus célèbre préfet de l'Ordre moral) et A. Daux, ancien officier du génie. Tous les deux se sont engagés dans la Défense de Paris (1870-1871),. Théophile quitte l'Espagne en 1870 pour rejoindre sa famille à Biarritz où il meurt le 1er octobre 1871.
Henry Dumangin est à 17 ans élève à l'Institution royale agronomique de Grignon avec Félix Jubin. Adolphe Asseline lui trouve un emploi sur un des domaines privés du roi, comme secrétaire à l'inspection de Bondy, puis en 1846, comme garde secrétaire à Joinville (Haute-Marne). Mais Henry est d'opinions contraire au gouvernement de Louis-Philippe, il milite dans le parti républicain. Le 12 décembre 1847, il se marie à Pouilly-sur-Loire avec Anna Léonida Emma Brunat née le 8 décembre 1820, fille de Gilbert Brunat et d'Anne Audial. Il est arrêté en 1852 comme républicain. « Vers 1865, il était cafetier à Paris rue du Faubourg-Montmartre, en face du journal Le Temps à l'enseigne de la Chaussée Bergère. C'est chez lui que l'on célébrait la mort de Louis XVI, pérorant Me Gambetta. ». Pendant la Guerre franco-allemande de 1870, Henry Dumangin est affecté à l'intendance de l'armée avec son futur gendre, Henry le Menez de Kerdelleau. Ils sont chargés de convoyer des fonds importants en numéraire pour l'armée de Metz. Après la capitulation de la place par le général Bazaine, le 28 octobre 1870, ils prennent l'initiative de sauver le précieux chargement pour ne pas qu'il tombe entre les mains des Prussiens. Avec des complicités, ils se déguisent en charretiers, dissimulent l'argent sous un tas de paille et ils réussissent à rejoindre la Belgique par des chemins de traverse. En Belgique, ils restituent les fonds qui sont remis au gouvernement, et ils reçoivent une récompense de cinquante mille francs. Henry devient le secrétaire intime de Léon Gambetta : « C'était le père Dumangin, le chien de garde, la mémoire, l'exactitude de son maître et ami (Gambetta). M. Dumangin, qui habite encore Belleville, fut en 1870 l'agent  électoral de M. Gambetta. Toute élection crée, entre ceux qui y prennent part, une intimité des plus étroite. Jusqu'à la dernière heure, M. Dumangin est resté fidèle à son dieu. C'était lui encore qui recevait à Ville-d'Avray (Sèvres) le 31 décembre 1882 (le jour de la mort de Gambetta). ». Du 1er octobre 1883 au 30 novembre 1893, il termine sa carrière comme directeur de l'hospice (asile) de Charenton. Il meurt le 11 août 1894.

## Biographie

### Étudiant en médecine (1763-1768)
L'ouverture officielle et solennelle des Écoles de médecine a lieu le 18 octobre, jour de la Saint-Luc : les débutants sont reçus sur présentation de leur extrait baptistaire et de leur diplôme de maître ès arts.
Après avoir terminé ses études classiques et avoir obtenu le diplôme de maître ès arts, Jean-Baptiste prend, à l'âge de dix-neuf ans, sa première inscription à la Faculté de médecine de Paris, le 30 mars 1763, ainsi qu'il est relaté dans le Codex inscriptionum de la Faculté. Après trois années d'études à Paris, il va se faire recevoir docteur à Besançon. Mais ce titre ne lui permet pas d'exercer la médecine à Paris, les statuts de la Faculté n'accordant ce droit qu'aux médecins reçus à Paris ou bien à ceux qui sont attachés aux princes ou aux grands seigneurs de la Cour. Dumangin doit se remettre sur les bancs, et nous le retrouvons à Paris, rue de la Bûcherie, où il soutient :
Le 2 février 1767, sa première thèse quodlibétaire pour le baccalauréat en médecine, sur cette question : An pro variâ oetate variet temperamentum ? (Le tempérament varie-t-il avec l'âge ?) Président de thèse Charles Nicolas d'Eslon.
Le jeudi 12 mars 1767, il soutient sa thèse cardinale ou d'hygiène sur cette question : An post longas defatigationes, subitò instituta vita deses periculosa ? (Après de longues occupations, une vie tout à coup oisive est-elle dangereuse ?) Président de thèse Martin Nouguez.
Le 14 janvier 1768, il subit sa deuxième thèse quodlibétaire sur ce sujet : An epilepsiae rara venae sectio ? (La saignée dans l'épilepsie est-elle rare ?) Président de thèse Gilbert Alexandre Boirot de Jonchères.
Le 18 février il subit sa thèse médico-chirurgicale, sur ce sujet : An quamdiù serpit gangrena, etiam a causis externis, amputatio non tentanda ? (Faut-il pratiquer l'amputation dans les cas de gangrène, même de cause externe ?) Président de thèse Nicolas Jeanroy.
Le jeudi 25 août a lieu son acte de paranymphe, sorte d'alliance entre le futur médecin et la Faculté. Le lendemain, reçu le septième à la licence en médecine sur onze licenciés, il est présenté au chancelier de l'Université pour recevoir la bénédiction apostolique et être investi « du droit de faire des leçons, de commenter les auteurs et d'exercer la médecine à Paris et par toute la terre, licentiam, legendi, interpretandi, et faciendi medicinam hic et ubique terrarum. »
Le 13 septembre 1768, il subit l'acte de Vespérie, nouvelle argumentation, ainsi nommée parce qu'elle a lieu dans l'après-midi, et enfin, le vendredi 17 septembre il est admis au doctorat, après une nouvelle et dernière argumentation.
Suivant les règlements de la Faculté de Médecine, Dumangin est inscrit sur les registres de l'école, préside des thèses, prend une part active aux intérêts de la Faculté de Médecine, aux examens, aux argumentations et, en 1772, il est désigné comme candidat à la chaire de chirurgie ; mais il échoue.

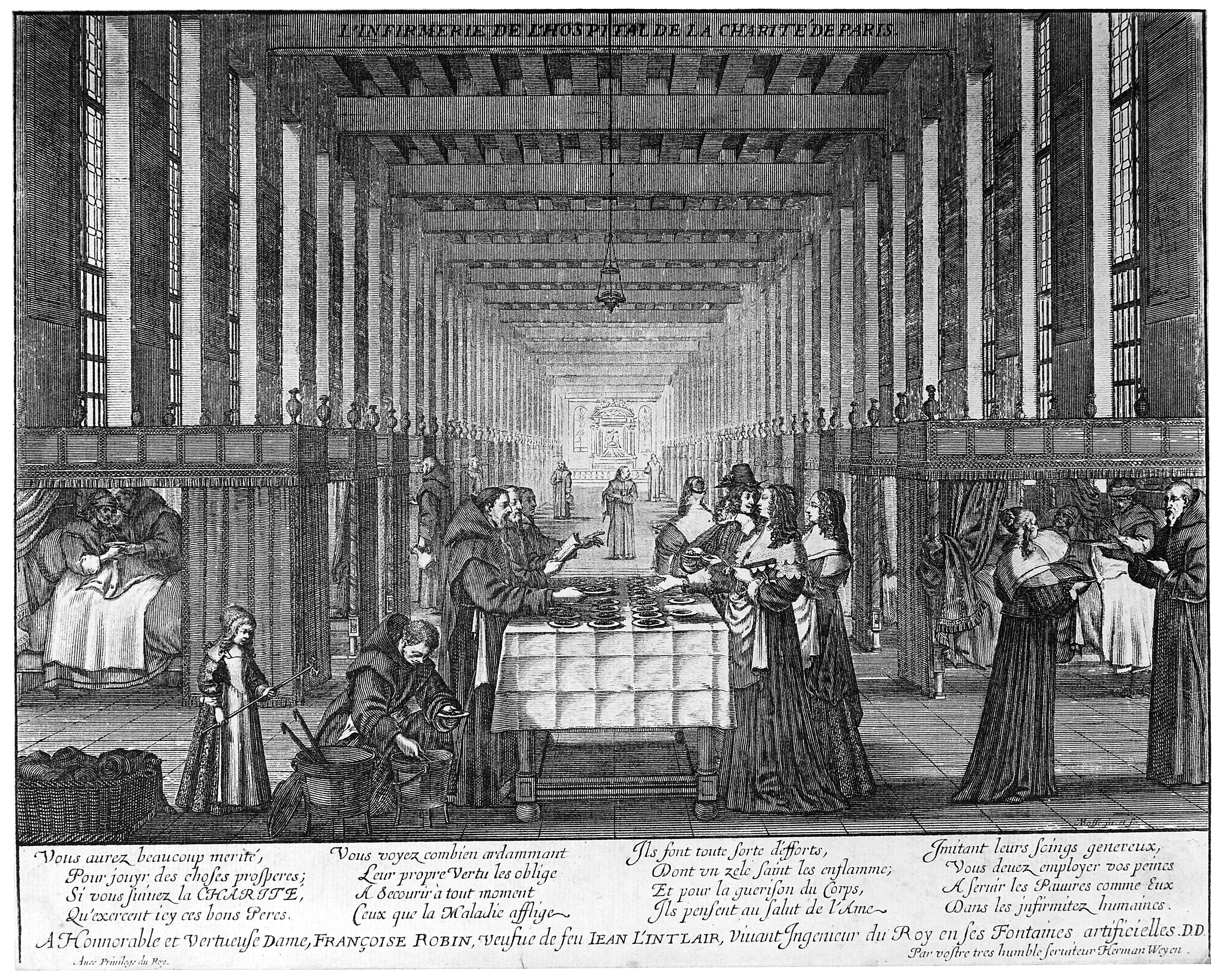
L'infirmerie de l'hôpital des frères de la Charité de la rue des Saints-Pères à Paris au XVIIe siècle.

En 1777, il dispute avec Desfrasne la chaire de matière médicale; cette fois encore Desfrasne l'emporte.

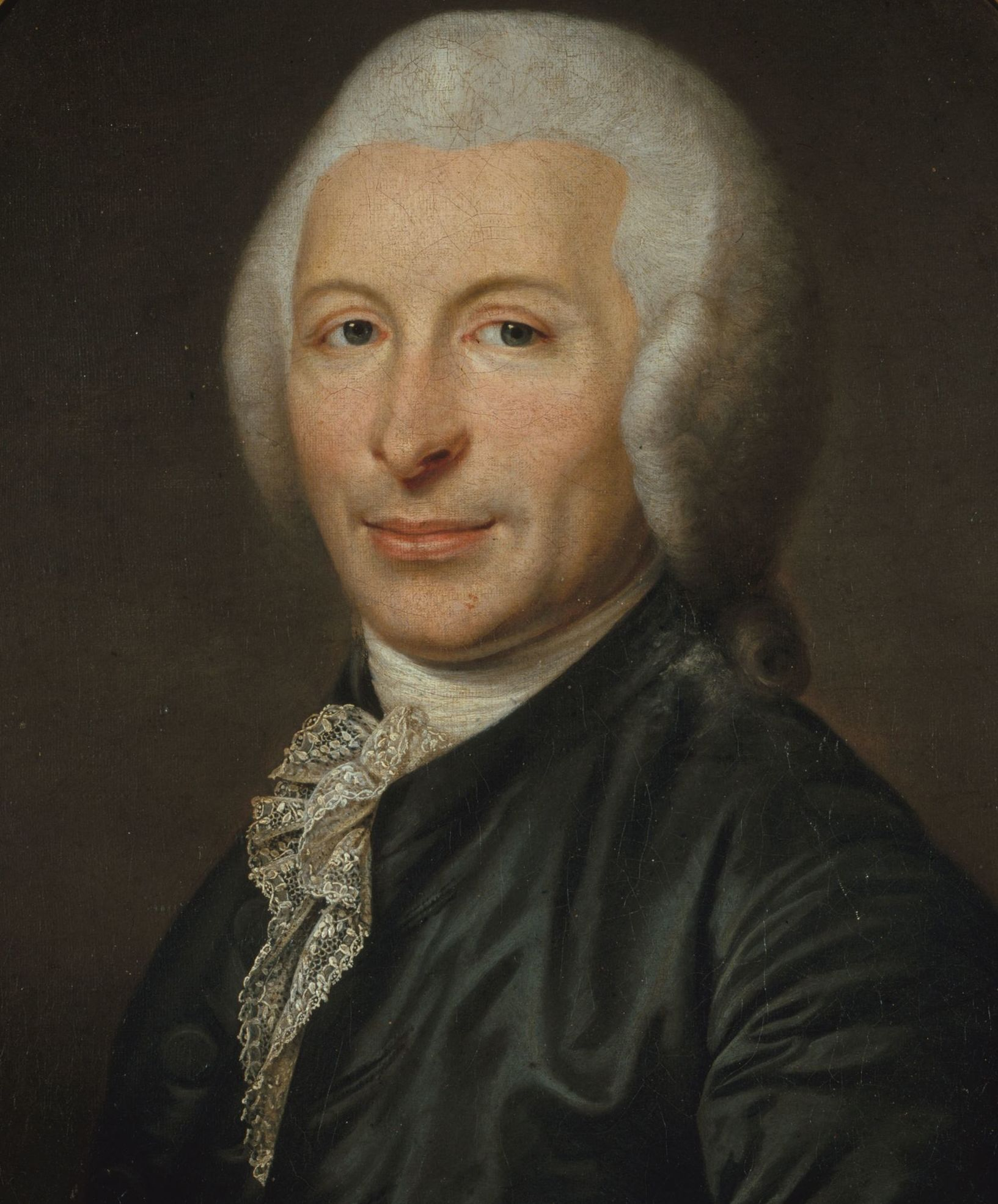
Docteur Joseph-Ignace Guillotin par Jean Michel Moreau, musée Carnavalet.

En 1780, il est désigné comme professeur de pharmacie. Cette place est rétribuée 502 livres ; il a alors pour collègue au professorat celui qui donnera plus tard son nom au nouvel instrument du supplice, Joseph-Ignace Guillotin (1738-1814), chargé de l'enseignement de la chirurgie.
Ses camarades de thèse sont Joseph-Ignace Guillotin en 1770, Antoine-Laurent de Jussieu en 1771, Jean-Charles Desessartz et Nicolas Jeanroy.

### Médecin (1768-1826)

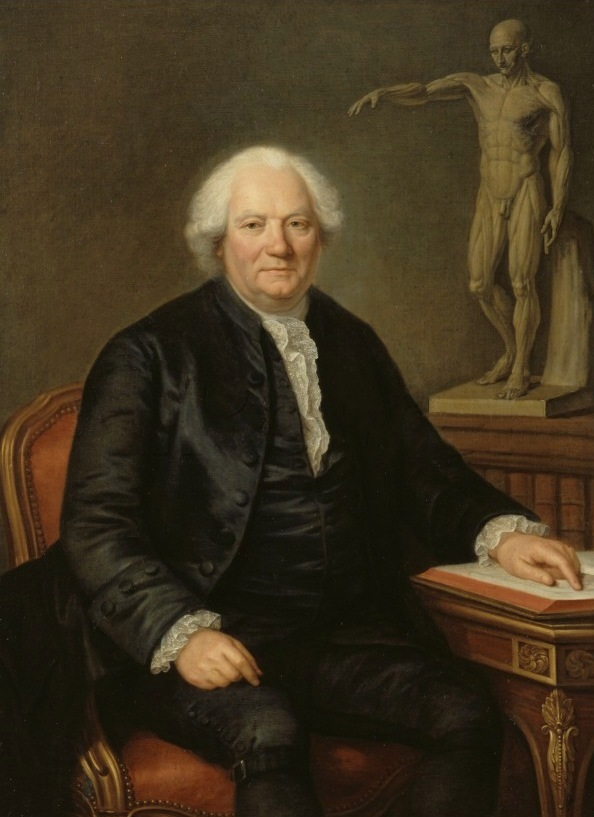
Docteur Jean-Joseph Sue (père), dit Sue de la Charité (vers 1789), par Guillaume Voiriot - Château de Versailles.

Au commencement de 1771, le docteur Dumangin obtient le poste de médecin dans le deuxième plus important hôpital de Paris après l'Hôtel-Dieu, l'hôpital de la Charité de la rue des Saints-Pères. Il en devient le médecin-chef en 1776, jusqu'à sa mort en 1826. Le docteur Dumangin améliore dans l'hôpital de la Charité les mesures d'hygiène. En 1786, l'hôpital comporte 208 lits, à un seul malade par lit, répartis en six salles ; on y reçoit que des hommes, mais non ceux atteints de maladies incurables et vénériennes. Lorsque le docteur Jacques Tenon fait son rapport à Louis XVI sur les hôpitaux parisiens, il note qu'avec son extrême propreté, l'espacement des lits, l'aération des salles, c'est l'hôpital le mieux tenu de tout Paris. Pendant la période révolutionnaire l'hôpital est rebaptisé hospice de l’Unité.
Les médecins en second de l'hôpital de la Charité de Paris sont :
- Thierry de Bussy 1776,
- Louis René Desbois de Rochefort de 1780 à 1785[34],
- Jean-Nicolas Corvisart Desmaret de 1786 à 1821[35],
- Louis Charles Hallot de 1789 à 1790,
- Jean Baptiste Calmé de 1790 à 1796,
- Leroux de 1803 à 1817,
- Gaspard Laurent Bayle de 1807 à 1816,
- Fouquier de 1808 à 1850,
- Lerminier de 1817 à 1837.

Le chirurgien en chef est François Chopart jusqu'en 1782. Les chirurgiens en second :
- Jean-Joseph Sue (père), dit Sue de la Charité de 1754 à 1779[36],
- Pierre Joseph Desault de 1782 à 1785[37],
- Joseph Deschamps 1788 à 1824,
- Jean-Joseph Sue (fils) 1789 à 1796,
- Alexis Boyer de 1789 à 1795,
- Roux de 1816 à 1835.

Les Prieurs de la Maison sont :
- Le Père Deslauriers de 1759 à 1775,
- Le Père Garnier de 1775 à 1789,
- Le Père Anselme Vigier de 1789 à 1793.

Les Administrateurs sont :
- Sylvain Cognasse des Jardins ou Desjardins de 1793 à 1795,
- M. Cyr Turquie depuis 1793[38].

Le Directeur :
- M. Cyr Turquie de 1803 à 1830[39].

En plus de sa fonction de médecin chef de l'hôpital de la Charité, il devient en 1782, le médecin d'un nouvel établissement de santé de vingt-trois lits. Cet hospice est fondé par le père Gérard des Frères de Saint-Jean de Dieu, dans le quartier du Petit-Mont-Rouge, à l'extérieur du mur des fermiers généraux et à proximité de la porte d'Enfer sur le grand chemin menant Paris  à Bourg-la-Reine. Il  reçoit exclusivement des militaires et des ecclésiastiques malades et dénués de ressources. L'établissement nommé Maison royale de santé est doté par la comtesse de La Rochefoucauld, née Anne Rosalie Chauvelin, fille du garde des Sceaux. L'établissement est rebaptisé sous la Révolution, Hospice national de Montrouge avant de porter le nom en 1821 d'hospice de La Rochefoucauld, puis actuellement, hôpital La Rochefoucauld.
Parce qu'il vend un remède antivénérien inefficace et dangereux, le docteur Claude-Thomas-Guillaume Guilbert de Préval est en procès entre 1773 et 1776  avec les représentants de la Faculté de médecine de Paris qui sont : Jean-Charles Desessartz doyen, Barthélemi-Toussaint Leclerc, Jean-Baptiste Eugénie Dumangin, Cosme-Augustin Lézurier et Philippe-Alexandre Bacher. Guilbert de Préval perd son procès, il est finalement rayé du catalogue de la Faculté.
Le docteur Dumangin habite avec Anne Catherine Calixte des Essartz à Paris, cul-de sac Sourdis no 1, à l'angle de la rue des Fossés-Saint-Germain l'Auxerrois; à proximité de son collègue, le Chirurgien-major de l'Hôpital de la Charité, l'un des plus célèbres anatomistes du XVIIIe siècle, le docteur Jean-Joseph Sue qui habite au 1, rue des Fossés-Saint-Germain l'Auxerrois (actuellement l'angle de la rue Perrault et de la rue de l'Arbre-Sec).
D'octobre 1776 à décembre 1790, en collaboration avec le docteur Alexandre Bacher (1740-1807), le docteur Dumangin assure la rédaction du Journal de Médecine, de Chirurgie et de Pharmacie. Créé en 1754, ce journal est rédigé successivement par MM. Eratz, Vandermonde, Roux, Bacher et Dumangin. Le journal est dédié à Monsieur, frère du Roi, (le comte de Provence, futur Louis XVIII) et sollicitant sa générosité. Certains articles du Journal sont du domaine du docteur Dumangin : Depuis 1785, le Journal contient des « Observations faites dans le département des hôpitaux civils ». Cette nouvelle rubrique accentue la parole accordée aux questions d'hygiène et de lutte contre les épidémies (problème des fièvres d'hôpital), les projets d'assainissement à cet égard, ainsi que la part des observations médico-topographiques. Alexandre Bacher correspond avec les académies et les abonnés de langue allemande. Le docteur Dumangin communique-t-il avec des correspondants anglais ?
Le 14 février 1778, le docteur Dumangin est choisi comme Député par la Faculté de médecine de Paris pour suivre le traitement administré contre la folie par le docteur Dufour : « Le 7 avril 1778, Nous, Jean-Charles des Essartz, Doyen de la faculté de médecine en l'Université de Paris, Bartholomé Toussaint Le Clerc, Bernard Nicolas Bertrand, Louis Jean-Baptiste Cosnier, et Jean-Baptiste Eugénie Dumangin, tous Docteurs régens de la même Faculté, commissaires nommés par décret d'icelle en date du 14 février 1778, pour, sur la réquisition de Monsieur Lenoir, conseiller d'État, lieutenant général de la police de Paris ; constater les effets d'un traitement secret emploié par le sieur Dufour, chirurgien aide-major de l'École royale militaire, comme curatif de la folie. Nous nous sommes transportés dans une maison sise à Paris hors la barrière de Sève (Sèvres)...nous avons trouvé les trois malades... etc. » « Deux autres visites ont lieu, le 15 avril et le 1er mai 1778 » « Les docteurs font leur rapport le 18 mai 1778 : ... Les commissaires n'ont pas pu apprécier au juste les changements que les remèdes du Sr Dufour ont produit sur les trois malades qui leur ont été présentés, parce qu'ils ne les ont pas vus à Bicêtre, ni dans les accès de manie furieuse que l'on assure cependant avoir été avant le traitement leur état habituel;... Ne connoissant pas les remèdes mis en œuvres... etc. ». » Le docteur Dumangin est l'un des médecins les plus occupés de Paris où il jouit d'une grande notoriété. Il est affilié à la franc-maçonnerie.
Le 19 novembre 1788, meurt Anne Catherine Calixte Des Essartz, à l'âge de 28 ans.
Au début de l'année 1789, Jean-Baptiste se fait « tirer le portrait » en tenue d'apparat de médecin par le célèbre peintre suédois Alexandre Roslin 1718-1793. Le tableau est une huile sur toile de 102 × 80 cm présenté au musée Sinebrychoff d'Helsinki en Finlande.

### Membre de la Commune de Paris et médecin de la Garde nationale (1789 à 1790)
Le 21 avril 1789, le docteur Dumangin est désigné par les 367 citoyens de l'Assemblée du Tiers du district de Saint-Germain l'Auxerrois, pour être l'un des 405 Électeurs parisiens à participer du 12 au 18 mai,à l'élection des vingt députés du tiers état représentants de la ville de Paris aux États généraux.
À partir du 3 mai, il participe à la lecture des cahiers de doléances de son district.
Le 18 mai 1789, lors de l'élection du vingtième et dernier député du tiers état de la ville de Paris aux États généraux, l'abbé Sieyès, le docteur Dumangin rédige une protestation contre l'élection d'un ecclésiastique par l'assemblée du tiers : « À nos Seigneurs aux États généraux. Nos Seigneurs » « Les électeurs de plusieurs districts de la ville de Paris soussignés réclament votre justice. Ils demandent que M. l'abbé de Sieyès soit retranché du nombre des députés représentant Paris et que vous ordonniez qu'il sera procédé à un nouveau scrutin pour la nomination légitime et régulière d'un vingtième député , etc. » Le 25 juin 1789, il fait partie des douze Électeurs des trois ordres de la ville qui vont se joindre à la municipalité en place. Il appuie avec Bellanger la motion de Nicolas de Bonneville de créer une Garde bourgeoise qui deviendra la Garde nationale, et de se constituer en Communes. C'est la naissance de la  première Commune de Paris.
Il est désigné par son district pour se réunir aux autres Électeurs qui vont constituer une Assemblée des Électeurs, et le 13 juillet ils composent un Comité permanent siégeant à l'Hôtel de Ville qui décide de créer une milice parisienne de 48 000 citoyens, puis le 14 juillet 1789, une Commune légale du 14 au 30 juillet 1789.
Le 15 juillet 1789, le lendemain de l'assassinat de Jacques de Flesselles, les Électeurs présents désignent Jean Sylvain Bailly, maire de Paris par l'acclamation.
Le 17 juillet, le docteur Dumangin est choisi avec vingt-cinq Électeurs pour recevoir Louis XVI à la nouvelle barrière de la Conférence. Il accompagne le roi du Point-du-Jour à l'Hôtel de ville de Paris où il est accueilli par le maire Jean Sylvain Bailly.
Il est membre du 25 juillet au 8 octobre 1789, de l'Assemblée générale des Représentants de la Commune provisoire et le 5 août 1789, il est choisi pour être l'un des vingt membres du Comité provisoire de police sûreté et tranquillité de la ville, dont il est le président les 5 et 14 août. Le 8 octobre, il est membre de l'Assemblée générale des Représentants de la Commune définitive.
Le 14 octobre, il appose sa signature pour suspendre les représentations de la tragédie de Marie-Joseph Chénier, Charles IX, ou la Saint-Barthélemy et le 17 octobre, pour faire lever les scellés à Pontoise sur le cabinet de M. pihaut de la Forêt.
Révolutionnaire modéré, il est très représentatif des bourgeois lettrés issus du Siècle des Lumières qui ont posé les bases de la Révolution française et détenus temporairement le pouvoir à son début. Ils vont se le faire confisquer à partir des Journées des 5 et 6 octobre 1789, par des forces politiques occultes utilisant habilement le peuple à leur profit. Le docteur Dumangin pour se consacrer plus à la médecine quitte ses fonctions municipales trop prenantes, tout en restant engagé dans la vie politique. « Procès-verbal du Bureau de la ville (de Paris) du 2 mars 1790 : M. le Maire ayant fait part au Bureau que M. Guillotin et M. Dumangin, l'un député de Paris à l'Assemblée nationale, l'autre un de ses Électeurs, et tous deux docteurs-régents de la Faculté de médecine, ont manifesté le désir d'être nommés médecins de la Garde nationale parisienne sans aucuns appointements ; Le Bureau, voulant donner à MM. Guillotin et Dumangin le témoignage honorable que méritent leurs talents et leur patriotisme, a arrêté de consigner dans son procès-verbal, le vœu unanime que tous membres forment en leur faveur, afin que, lors de la Municipalité définitive, leurs successeurs retrouvent sur leur registre le vœu qu'ils prononcent en ce moment. » « Signé : Bailly. etc.. ». » Membre de la Société des Amis de la Constitution, il rejoint le club des Feuillants, le 18 juillet 1791. C'est un groupe politique de tendance monarchiste constitutionnelle qui ne conteste pas le pouvoir du roi Louis XVI.
Il demande sous la Terreur des certificats pour pouvoir se déplacer facilement. En voici un : « Nous, Administrateurs soussignés des hospices nations de l'Unité, dit ci-devant de la Charité, rue des SS Pères, de celui du Bac, dit des convalescents et celui de Mont-Rouge (Hôpital La Rochefoucauld), certifions que le citoyen Jean-Baptiste Eugénie Dumangin, Docteur Médecin de la ci-devant Faculté de Paris, exerce son art gratuitement à l'Hospice de l'Unité depuis 1771 et à celui de Mont-Rouge, depuis son établissement sans aucune rétribution. » « À Paris, le 30 frimaire an deuxième de la République française une et indivisible (20 décembre 1793). 12 signatures illisibles. »

### Château des Vendôme à Saint-Prix (1791-1826)
À 45 ans, Dorothée Rihm achète en 1786 une maison à la campagne à Saint-Prix, place de la Croix, ou elle se fixe définitivement en 1791,. La même année, le docteur Dumangin acquiert le château de Rubelles à Saint-Prix, village de 515 habitants au nord-ouest de Paris dans la vallée de Montmorency. Il le fait démolir pour ne garder que le château des Vendôme acquis dans un même lot. Cette propriété appartenait à André Louis Sulpice d'Albert décédé le 22 décembre 1788, ancien président en la Cour des monnaies. Le docteur Dumangin achète d'autres biens en dépossédant l'ancien seigneur de Saint-Prix, François Nicolas Le Bas du Plessis (1740-1819), dont le fils Charles épouse une petite cousine éloignée du docteur, Antoinette de La Haye. Par ses achats immobiliers favorisés par les événements politiques, il a contre lui les villageois attachés à l'ancien seigneur de Saint-Prix.
Pour réorganiser la garde nationale, Saint-Prix le 22 avril 1792 constitue deux compagnies de soixante-dix hommes chacune. Sont élus capitaines de compagnie les citoyens Pichon, procureur du Châtelet, locataire du Prieuré Blanc et Ripert, chirurgien du village ; lieutenants les citoyens Pelleche et Dumangin, ancien bourgeois de Paris qui demande et obtient, le 30 janvier 1792, le droit de citoyen actif dans la commune de Saint-Prix et canton de Taverny. Les officiers et sous-officiers prêtent le serment civique le 27 mai et font bénir la flamme de leur compagnie à Saint-Leu le 20 juin. Sous la Révolution Saint-Prix prend le nom de Bellevue-la-forêt et sert de refuge aux proscrits Girondins, Urbain-René Pilastre de la Brardière, Jean Henri Bancal des Issarts, Louis-Marie de La Révellière-Lépeaux, Louis-Augustin Bosc d'Antic, Jean-Marie Roland de La Platière.
Le 20 juin 1792, le docteur Dumangin participe à Saint-Prix, à une pétition en faveur du dramaturge Michel-Jean Sedaine, qui souhaite obtenir l'accord de la commune pour la réalisation de travaux d'agrandissement de sa maison.
Lettre élogieuse de Madame Henriette Campan à Hortense de Beauharnais concernant le docteur Dumangin : « À Madame la Duchesse de Saint-Leu, À Augsbourg. » « Mantes, ce 14 mars 1819. Madame, ... L'histoire a consigné cette action généreuse, et dans tous les temps où de grandes crises troublent l'ordre social, on les voit réveiller à la fois dans le cœur des hommes les plus cruelles passions et les sentiments les plus généreux. Ces derniers consolent l'humanité, et quand ils honorent le caractère français, ils doivent toujours intéresser des Français transplantés sur une terre étrangère. On pourrait faire des recueils bien plus intéressans que ceux qui existent, sur les nobles et touchantes scènes privées auxquelles ont donné lieu les diverses crises de notre terrible révolution. » « J'en sais deux exemples qui ne me sont point parvenus par la seule renommée ; les personnages m'en sont connus ; je les ai jugés dignes d'occuper quelques instans dans ce salon d'Augsbourg, que ma chère Clémence a fait voyager jusqu'à Mantes, en me copiant le tableau de Garneret. Mandez-moi, madame, s'ils vous auront intéressée. » « Deux Particuliers fort connus, M. de Mangin, médecin des hospices de Paris, et M. Pichon, procureur au parlement, possédaient l'un et l'autre une maison de campagne à Saint-Brice, près d’Épinay, quatorze ans avant la Révolution. Ces deux hommes avaient été en procès ; les années n'avaient fait qu'accroître leur haine. Non seulement, quand ils se rencontraient ; ils ne s'accordaient jamais ce simple salut qu'à la campagne on ne refuse point à ses voisins, mais les regards, les gestes du dédain, étaient toujours prêts à donner le signal des hostilités, et jamais on ne terminait un dîner d'amis, sans que, chez l'un ou chez l'autre, quelques traits contre le voisin ou sa femme n'eussent été lancés, et sûrement reportés. » « La Révolution de 1789 commença, et trouva ces deux particuliers dans cette affligeante disposition. Pichon embrassa le parti constitutionnel, Mangin s'attacha fortement à la cause royale. » « Voilà donc l'un démocrate déclaré, l'autre tout à fait aristocrate. Ces seules différences suffisaient alors pour faire naître des inimitiés. Jugez où en vint la haine des deux ennemis. Enfin, au plus fort de la terreur, M. de Mangin est dénoncé. Un ordre du tribunal de sang est envoyé aux gendarmes de son arrondissement pour l'arrêter à Saint-Brice, où il s'était réfugié ; un ami vient l'avertir au moment où les gendarmes entraient dans Saint-Brice ; Mangin se sauve par une petite porte de son jardin qui donnait dans la plaine. Le ciel l'inspire. Où va-t-il ? Droit à la maison de son ennemi. Il a le bonheur de le trouver seul. Il court à lui. « Pichon, tu es mon ennemi depuis dix-huit ans ; on vient m'arrêter, et c'est dans tes bras que je me jette ; je ne puis trouver un plus sûr asile. » - « Jamais, s'écrie le brave révolutionnaire, je n'ai été si touché de ma vie ! Jamais homme ne reçut une plus honorable marque de confiance. Viens. » Il le conduit dans un cabinet où il travaillait à ses consultations, et ne laissait jamais entrer son laquais. La nuit venue, il monte chercher quelques matelas dans les chambres d'amis, et compose un lit à son reclus. Ils conviennent que leurs femmes ignoreront leur secret. Pichon fait écrire par Mangin une lettre datée de Paris, dans laquelle il assurait à sa femme qu'il avait eu le bonheur de gagner la capitale et y était en parfaite sûreté. Il part en cabriolet, porte la lettre à Paris, revient avec des vivres, et continue de semblables courses pendant quatre mois. Les lettres de Mangin rassuraient sa famille et déjouaient les recherches des dénonciateurs. Enfin Robespierre tombe, Mangin vit, il est libre et jure à son bienfaiteur une amitié qui ne s'est jamais démentie. Pichon est mort il y a douze ans. Pendant la longue maladie qui amena sa fin, Mangin ne quittait le chevet de son lit que pour les devoirs les plus indispensables. ». »

### Achat d'une maison dans Paris (1793)
Le 4 avril 1793, Il achète dans Paris, une maison de quatre étages mise aux enchères, occupée par le sieur Depene apothicaire, pour 24 000 livres, au 5 rue des Boucheries faubourg Saint-Germain, dans le quartier de l'école de médecine et du club des Cordeliers.

### Appelé au chevet deLouisXVII, le19prairial anIII(7juin1795)

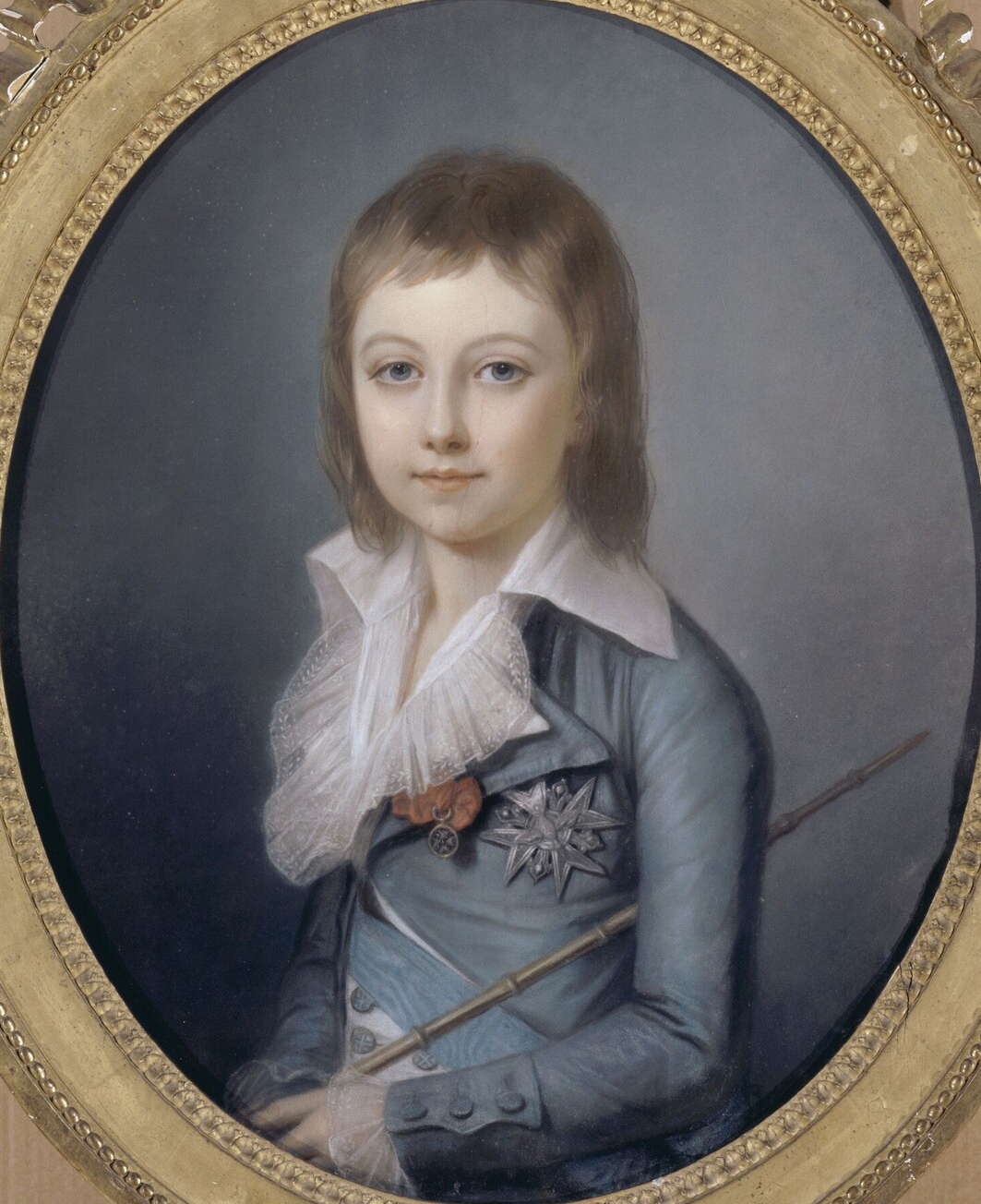
Louis Charles de France

Il est appelé par le Comité de sûreté générale le 19 prairial an III (7 juin 1795) à se rendre à la tour du Temple, la veille de la mort de Louis XVII pour soulager le docteur Pelletan d'une charge qu'il ne veut pas prendre seul et pour l'aider à soigner le fils de défunt Louis Capet. « Le citoyen Dumangin médecin de l'hôpital de la Charité, vient d'être chargé de prend partager les soins que je donne au jeune malade, etc. ». »

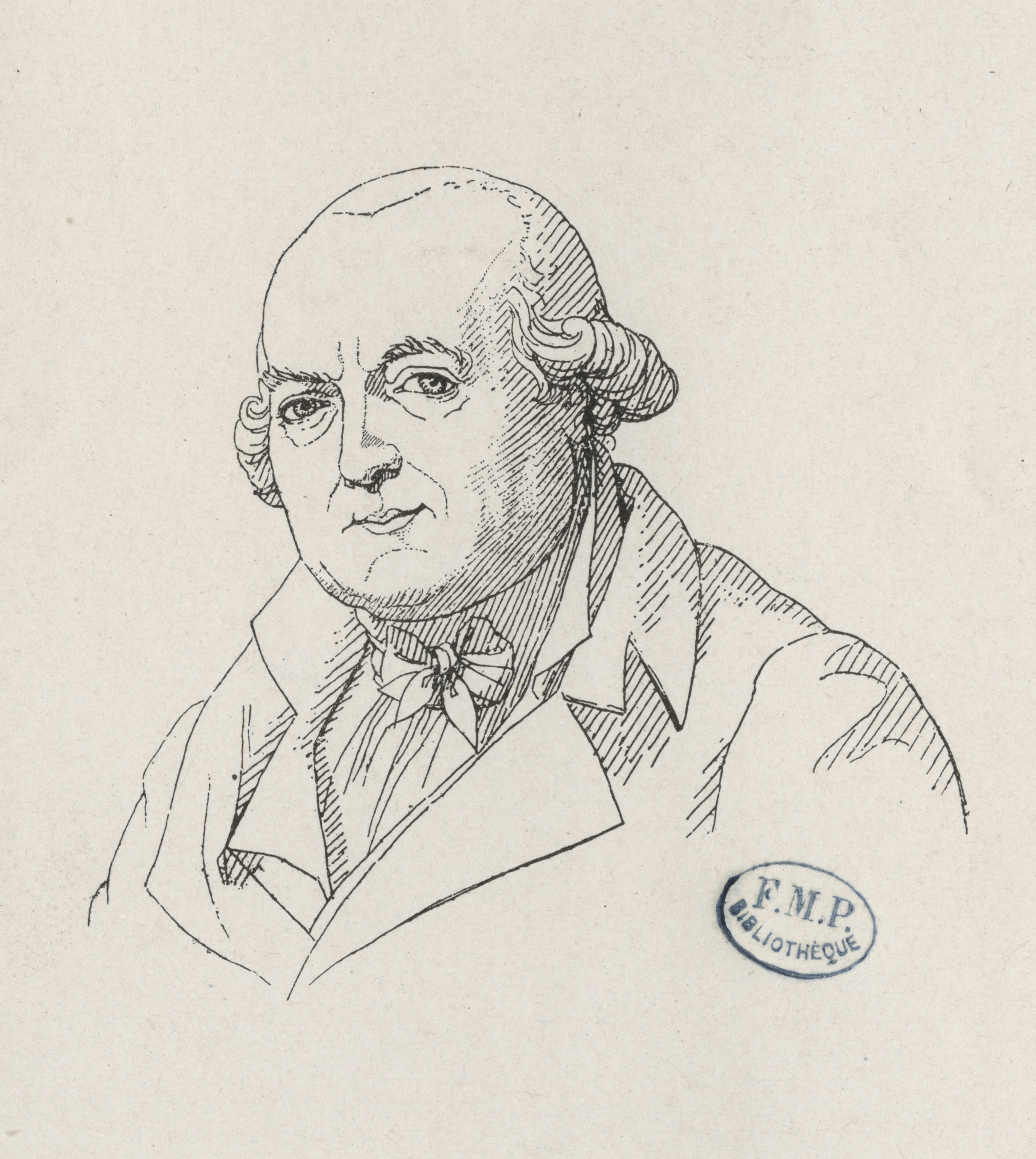
Docteur Nicolas Dieudonné Jeanroy

Le 21 prairial an III (9 juin 1795), il prend part à l'autopsie du jeune prince mort à la prison du Temple et en signe le procès-verbal, avec Philippe-Jean Pelletan (1747-1829), Pierre Lassus (1741-1807) et Nicolas Jeanroy .
Le docteur Dumangin rédige le procès-verbal de l'ouverture du corps du fils de défunt Louis Capet : « Le jour au Temple ce vingt et un Prairial de l'an troisième de la République française une et indivisible, à onze heures et demie du matin.» (9 juin 1795). »
« Nous soussignés, Jean-Baptiste-Eugénie Dumangin, médecin en chef de l'hospice de l'Unité, et Philippe-Jean Pelletan, chirurgien en chef du grand hospice de l'Humanité, accompagnés des citoyens Nicolas Jeanroy, ancien professeur aux ecolles de médecine de Paris, et Pierre Lassus, professeur de médecine légale à l'Ecolle de Santé de Paris, que nous nous sommes adjoints en vertu d'un arrêté du Comité de sûreté genéralle de la Convention nationalle, daté d'hier, et signé Bergouien, président, Courtois, Gaultier, Pierre, Guyomar; à l'effet de procéder ensemble à l'ouverture du corps du fils de deffunt Louis Capet, et en constater l'état, avons agi ainsi qu'il suit : »
« Arrivés tous les quatre à onze heure du matin à la porte extérieure du Temple, nous y avons été reçus par les commissaires, qui nous ont introduits dans la tour. Parvenus au deuxième étage, nous sommes entrés dans un appartement, dans la seconde pièce duquel nous avons trouvé dans un lit le corps mort d'un enfant qui nous a paru âgé d'environ dix ans, que les commissaires nous ont dit être celui du fils de deffunt Louis Capet, et que deux d'entre nous ont reconnu pour être l'enfant auquel ils donnoient des soins depuis quelques jours. Les susdits commissaires nous ont déclaré que cet enfant étoit décédé la veille, vers trois heures de relevée ; sur quoy nous avons cherché à vérifier les signes de la mort, que nous avons trouvés caractérisé par la pâleur universelle, le froid de toutte l'habitude du corps, la roideur des membres, les yeux ternes, les taches violettes ordinaires à la peau d'un cadavre, et surtout par une putréfaction commencée au ventre, au scrotum et au dedans des cuisses. »
« Nous avons remarqué, avant que de procéder à l'ouverture du corps, une maigreur générale qui est celle du marasme; le ventre étoit excessivement tendu et météorisé, Au côté interne du genouil droit, nous avons remarqué une tumeur sans changement de couleur à la peau, et une autre tumeur moins volumineuse sur l'os radius, près le poignet du côté gauche. La tumeur du genouil contenoit environ deux onces d'une matière grisâtre, puriforme et lymphatique, située entre le périoste et les muscles ; celle du poignet renfermoit une matière de même nature, mais plus épaisse. »
« A l'ouverture du ventre, il s'est écoulé plus d'une pinte de sérosité purulente, jaunâtre et très-fétide. Les intestins étoient météorisés, pâles, adhérents les uns aux autres, ainsi qu'aux parois de cette cavité ; ils étoient parsemés d'une grande quantité de tubercules de diverses grosseurs, et qui ont présenté à leur ouverture la même matière que celle contenue dans les dépôts extérieurs du genouil et du poignet. »
« Les intestins, ouverts dans toute leur longueur, étoient très-sains intérieurement, et ne contenoient qu'une petitte quantité de matière bilieuse. L'estomac nous a présenté le même état; il étoit adhérent à touttes les parties environnantes, pâle au dehors, parsemé de petits tubercules lymphatiques, semblables à ceux de la surface des intestins; sa membrane interne étoit saine, ainsi que le pilore et l’œsophage ; le foye étoit adhérent par sa convexité au diaphragme, et par sa concavité aux viscères qu'il recouvre ; sa substance étoit saine, son volume ordinaire, la vésicule du fiel médiocrement remplie d'une bile de couleur vert foncé. La rate, le pancréas, les reins et la vessie étoient sains ; l'épiploon et le mésentère dépourvus de graisse, étoient remplis de tubercules lymphatiques semblables à ceux dont il a été parlé. De pareilles tumeurs étoient disséminées dans l'épaisseur du péritoine, recouvrant la face inférieure du diaphragme, ce muscle étoit sain. »
« Les poumons adhéroient par toutte leur surface à la plèvre, au diaphragme et au péricarde. Leur substance étoit saine et sans tubercules ; il y en avoit seulement quelques-uns aux environs de la trachée-artère et de l’œsophage. Le péricarde contenoit la quantité ordinaire de sérosité ; le cœur étoit pâle, mais dans l'état naturel. »
« Le cerveau et ses dépendances étoient dans la plus parfaite intégrité. Tous les désordres dont nous venons de donner le détail sont évidemment l'effet d'un vice scrophuleux existant depuis longtemps, et auquel on doit attribuer la mort de l'enfant. »
« Le présent procès-verbal a été fait et clos à Paris, au lieu susdit, par les soussignés, à quatre heures et demie de relevée, les jour et an que dessus. » « Dumangin, Lassus, PH. J. Pelletan, N. Jeanroy. ». »

### Membre du Conseil général du Département de la Seine (1801)
En 1801, le docteur Dumangin est l'un des vingt-quatre membres du Conseil général du Département de la Seine qui remplit la fonction à Paris de Conseil municipal.

### Madame de Montpezat: Conspiration contre le Premier consul Napoléon Bonaparte (avril 1804)
En avril 1804, le docteur Dumangin est mandaté par la Police Secrète consulaire après le démantèlement d'une conspiration dans laquelle est impliquée : Le général François Antoine Desnoyers, le sergent Puivert et madame Joséphine de Montpezat, (une cousine de Barras).
Le conseiller d'État Réal invite le docteur Dumangin, le 12 germinal an XII (2 avril 1804) « à l'effet de constater l'état de maladie » de Mme de Montpezat qui « se livrait depuis son arrestation à toutes les démonstrations possibles de folies ».
« Procès verbal du citoyen Dumangin médecin constatant la situation de madame Montpezat. »
« Ce jour de l'an 13 germinal an 12 de la République (3 avril 1804) d'après l'invitation du citoyen Réal en date de la veille. Je me suis transporté chez dame de Montpezat, demeurant rue d'Anjou, faubourg St Honoré, no 2. Convulsion, secousse, violent vomissement, aucune parole, aucun regard, hagard, vaporeux. Constat : Ne pas la mettre en détention pour son moral. »
« signé : Dumangin, médecin chef de l'hôpital de la Charité. »
Une Note sous son Excellence le sénateur Ministre de la Police générale de l'Empire de Messidor an 12 (juin-juillet 1804) précise : « Le docteur Dumangin fit plusieurs visites, (huit consécutives) à la détenue qui employa tous les moyens pour le trouver vrai. Il démêla le véritable état de la prétendue malade qui néanmoins fut remise à la garde de la famille. Réclame ses honoraires pour les 12 visites qu'il a faites. ». »
Le 27 janvier 1809, âgé de 64 ans, il se marie avec sa troisième épouse, Anne de Coste de la Calprenède, âgé de 21 ans. Le docteur Dumangin en plus d'habiter le château des Vendôme à Saint-Prix, loge à Paris avant son mariage rue Traversière Saint-Honoré (actuellement rue Molière) no 25, et après son mariage avec son épouse, rue des Petits Augustins (actuellement rue Bonaparte) no 28.

### Sous la Restauration une polémique naît avec leDrPelletanautour de la mort deLouisXVII(1817)
En 1817, Louis XVIII fait rechercher les personnes qui ont témoigné de la sympathie au jeune prince. Philippe-Jean Pelletan fait connaître au public par des articles publiés dans des ouvrages, les soins qu'il a donnés, en omettant de citer ses confrères et particulièrement le docteur Dumangin toujours vivant. Une discussion assez vive s'ensuivit et quelques lettres acerbes sont échangées entre les deux médecins. Pelletan prétend avoir soustrait le cœur du Dauphin. 
Voici la réponse du docteur Dumangin, à la suite de cette communication du docteur Pelletan à M. Antoine de Saint-Gervais, qui a publié Vie du jeune Louis XVII : « Vous avez cru, monsieur, pouvoir accuser, sans inconvénient, de distraction, moi et MM. Jeanroy et Lassus, dans le moment où vous dites avoir soustrait une partie précieuse du jeune Roi. Qu'aviez-vous donc à redouter de ma part et de celles de nos confrères ? Rien. Vous m'aviez à la vérité proposé d'autres adjoints ; et sur mon observation que, d'après les qualités personnelles et les rapports qu'avaient eus M. Lassus avec Mesdames de France, et M. Jeanroy dans la maison de Lorraine, leurs signatures seraient d'un tout autre poids, vous aviez agréé ce choix. Ce qui aurait pu déterminer n'était-il pas plutôt l’œil des gardiens, retirés dans un coin de la chambre ? Votre conduite, en elle-même louable, vous rend coupable, j'ose le dire, de la faute grave d'avoir négligé des témoignages qui laissent exister un doute sur un point de fait de cette importance. ». »
Lettre du docteur Dumangin au docteur Pelletan sur le procès-verbal d'autopsie du fils de défunt Capet : « Dans le vrai, vous n'y avez eu que votre part, comme chacun de nous. Il en a été fait un original quintuple chacun signé de nous quatre : il en a été envoyé un au Comité de Sûreté générale. MM. Lassus, Jeanroy, vous et moi, nous avons conservé le nôtre. ». »
Le comte d'Anglès, préfet de Police a été chargé par le ministre de la Police Élie Decazes le 4 avril 1817, d'une enquête sur la mort du dauphin. Le 10 mai 1817, il lui fait un rapport :« À son excellence Monseigneur le Ministre de la Police générale. Monsieur le Comte, » « Votre excellence, par la lettre qu'elle m'a fait l'honneur de m'écrire le 4 avril dernier, m'invitait à faire prendre des informations à l'égard des particuliers qui se sont signalés avantageusement par leur conduite, à l'époque de la captivité du fils de Louis 16. Votre excellence désignait nommément. »
« Le sieur Gomin, ancien gardien du Temple. Dumangin, médecin de la Charité, Thierry, médecin des prisons, le sieur Soupé et Supalès, chirurgiens, le sieur Pipelet, bandagiste et enfin les sieurs Gomier, Laurent et Lemoine qui ont successivement gardé le Dauphin. »
« Je m'empresse de communiquer à Votre Excellence le résultat des recherches qui ont eu lieu à ce sujet. »
« Monsieur Dumangin, médecin de la Charité, vit retiré dans une propriété qu'il a acquise à Saint-Prix, petit village de la vallée de Montmorrency. Il est âgé de 74 ans et jouit d'une très bonne réputation, acquise par une conduite pure et des travaux longs et honorables. »
« Conjointement avec M. Pelletan, il a eu le douloureux avantage de donner des soins au fils de Louis XVI, à une époque où il n'y avait plus d'espoir de lui conserver la vie. Il a prouvé du moins, par ses égards et son ton respectueux envers son malade, combien il était éloigné de partager les principes de ceux qui l'avaient réduit à un pareil état de dépérissement. »
« Il a concouru avec M.Pelletan à l'ouverture du corps de ce prince et il se rappelle que son confrère, à la fin de l'opération, mit dans sa poche quelque chose qu'il avait soigneusement enveloppé. Quoique M. Dumangin n'ait pas remarqué alors ce que ce pouvait être, il pense qu'on doit ajouter foi à la déclaration qui en a été faite depuis par M. Pelletan. »
« Monsieur Dumangin n'a jamais reçu aucune faveur du dernier gouvernement. Les sentiments dont il est animé ne permettent pas de douter qu'il ne soit très sensible aux récompenses honorifiques qu'il pourrait plaire à sa Majesté de lui accorder. »
« Le Ministre d'État, Préfet de Police. Comte d'Anglès. ». » Le docteur André Corlieu sont biographe nous dit du docteur Dumangin qu'il « Se retira en 1826, après près de 50 ans de services (dans l'hôpital de la Charité de Paris) et mourut sans avoir été décoré. ».
Jean-Baptiste Eugénie Dumangin vit retiré à Saint-Prix, près de Montmorency où il meurt le 28 mars 1826, à une heure du matin, âgé de quatre vingt deux ans. Son acte de décès est signé par Athénodore Collin, avocat, petits-fils du docteur Dumangin.

### L'énigme du temple (8 juin 1795)
- Naissance de Louis Charles, le 27 mars 1785 à Versailles. Il est le deuxième fils et le troisième enfants de Marie-Antoinette et de Louis XVI.
- À la mort de son frère aîné, Louis-Joseph Dauphin de France, le 4 juin 1789 à Meudon, de tuberculose osseuse - mal de Pott, il devient à 4 ans, à la place de son frère le Dauphin de France.
- À partir du 13 août 1792, il est enfermé à 7 ans dans la prison du Temple à Paris avec Louis XVI, 38 ans et Marie-Antoinette, 37 ans ; sa sœur, Marie-Thérèse de France, 13 ans et demi, (dite Madame Royale, future duchesse d'Angoulême) ; et sa tante Madame Élisabeth, 28 ans.
- À la mort de son père Louis XVI, guillotiné le 21 janvier 1793, il devient à sept ans et demi, roi sous le nom de Louis XVII.
- Le 3 juillet 1793, il est séparé de sa mère pour être mis entre les mains du savetier Antoine Simon. Il à 8 ans.
- Le 16 octobre 1793 est guillotinée Marie-Antoinette.
- Le 19 janvier 1794, il est mis au secret dans sa chambre après le départ d'Antoine Simon de la Tour du Temple.
- Le 10 mai 1794 est guillotinée Madame Élisabeth, sœur de Louis XVI.
- Le 28 juillet 1794, à la suite de Thermidor et après la visite de Paul Barras, Louis Charles de France âgé de 9 ans a un citoyen nommé Laurent pour s'occuper de lui. Il est resté 6 mois emmuré.
- Le 6 mai 1795, Le Comité de sûreté générale arrête que le docteur Pierre Joseph Desault, premier officier de santé de l'hospice de l'Humanité (l'Hôtel-Dieu de Paris) visiterai le malade.
- Le 5 juin le docteur Philippe-Jean Pelletan, chirurgien en chef de l'hospice de l'Humanité (l'Hôtel-Dieu de Paris) succède au docteur Desault décédé le 1er juin.
- Le 7 juin le docteur Jean-Baptiste Dumangin, médecin chef de l'hospice de l'Unité (hôpital de la Charité de Paris) est nommé pour soigner le fils de défunt Capet et soulager le docteur Pelletan.
- Le 8 juin 1795, Louis-Charles de France meurt à 10 ans, probablement d'une péritonite ulcéro-caséeuse venue compliquer la tuberculose.
- Le 9 juin 1795, il est autopsié, par les docteurs Dumangin, Pelletan, Lassus et Jeanroy
- Le 10 juin 1795, il est inhumé dans le cimetière Sainte-Marguerite, situé entre Paris et le village de Charonne, (36 rue Saint-Bernard Paris 11e)[69].
- On ne retrouvera jamais la dépouille mortelle de Louis XVII à l'endroit où il a été enterré. À cause de cette absence de preuve, de nombreux faux-dauphins sont apparus.
- Deux exhumations ont été faites: l'une en 1846 et l'autre le 5 juin 1894, cette dernière à l'instigation de l'avocat Laguerre, ont montré que les ossements enfermés dans cette bière étaient ceux d'un jeune homme d'environ 15 à 18 ans[69]. En 1814, sous la Restauration, Louis XVIII a donné l'ordre de rechercher, au cimetière de la Madeleine, l'emplacement exact des corps de Louis XVI et de Marie-Antoinette; mais on oublie d'entendre pareille enquête au sujet de Louis XVII[66]. Philippe-Jean Pelletan offre à Louis XVIII, le cœur de Louis XVII enlevé au petit cadavre. Louis XVIII la refuse ! Pelletan insiste, s'adressant à madame la duchesse d'Angoulême, sœur de Louis XVII qui néglige de répondre.
- En l'an 2000, des analyses génétiques par comparaison d'ADN mitochondrial, pratiquées par le professeur Jean-Jacques Cassiman de l'Université Catholique de Louvain en Belgique, et par le docteur Bernd Brinkmann de l'université allemande de Münster, sur le cœur du présumé Louis XVII, et des cheveux de Marie-Antoinette, ont démontré qu'il appartient bien à un enfant apparenté à cette dernière, en ligne féminine. Cependant, Louis XVII a eu un frère aîné  Louis-Joseph dont le cœur a lui aussi été conservé.
- Après enquête, l'historien Philippe Delorme est convaincu que ce cœur est bien celui que le docteur Philippe-Jean Pelletan a « soustrait » sur le cadavre de l'enfant mort dans la Tour du Temple le 8 juin 1795.
- L'urne funéraire contenant ce cœur a été placée, le 8 juin 2004, dans la chapelle des Bourbons de la basilique de Saint-Denis.

Le docteur André Corlieu le biographe du docteur Dumangin donne son avis sur l’Énigme du Temple : « Notre compatriote [de Château-Thierry] Dumangin a joué un petit rôle dans l'affaire du Dauphin, question souvent agitée et dans laquelle les avis sont partagés, les uns soutenant que l'enfant mort à la prison du Temple est bien le fils de Louis XVI; les autres bien moins nombreux, prétendant que le jeune défunt n'est pas le dauphin, mais un enfant mis à sa place, tandis que le prisonnier a été enlevé secrètement. ». »